# Conus garrisoni
Espèce
Conus garrisoni est une espèce fossile de mollusques gastéropodes marins de la famille des Conidae.

## Description
La taille de la coquille atteint 27,2 mm.

## Distribution
Cette espèce marine d'escargot conique est trouvée comme fossile dans le Néogène de la République dominicaine.

## Taxonomie

### Publication originale
L'espèce Conus garrisoni a été décrite pour la première fois en 2015 par le malacologiste américain Jonathan R. Hendricks (d),,.

## Identifiants taxonomiques
- Ressources relatives au vivant :   - Paleobiology Database
  - World Register of Marine Species

Chaque taxon catalogué par les bases de données biologiques et taxonomiques possède un identifiant qui permet d'établir un point de référence. Les identifiants de Conus garrisoni dans les principales bases sont les suivants :
CoL : XXG9 - WoRMS : 843176